# سه سله
سه سله مربوط به دوره اشکانیان است و در شهرستان ازنا، بخش مرکزی، ۶۰۰ متری شمال شرقی روستای باغ موری واقع شده و این اثر در تاریخ ۲۸ اسفند ۱۳۸۵ با شمارهٔ ثبت ۱۸۲۷۴ به‌عنوان یکی از آثار ملی ایران به ثبت رسیده است.